# Joey Barton
Joseph Anthony "Joey" Barton (født 2. september 1982 i Huyton, Liverpool) er en tidligere engelsk fodboldspiller, der spillede som midtbanespiller. Han repræsenterede gennem karrieren blandt andet Manchester City, Queens Park Rangers, Newcastle og Burnley.
Barton står noteret for en enkelt kamp for Englands landshold, som faldt den 2. februar 2007 i en venskabskamp mod Spanien.
Barton er uden for banen kendt for en række disciplinære problemer, der blandt andet har kastet flere voldsdomme af sig. Han blev desuden i sæsonen 2011/12 idømt 12 spilledages karantæne for et voldsomt overgreb på bl.a. Vincent Kompany og Sergio Agüero i den sidste runde i sæsonen.